# Les Écologistes
Ekolodzy (fr. Les Écologistes) – francuskie ugrupowanie polityczne reprezentujące nurt zielonej polityki i alterglobalizmu, założone i początkowo działające pod nazwą Europa Ekologia – Zieloni (fr. Europe Écologie-Les Verts, EÉLV).

## Historia
Powstanie nowego ugrupowania wiąże się z istnieniem koalicji wyborczej Europa-Ekologia, startującej w wyborach europejskich w 2009 i regionalnych w 2010. Zorganizowali ją Zieloni, ugrupowania regionalne, działacze organizacji zielonych, pacyfistycznych i alterglobalistycznych (Daniel Cohn-Bendit, José Bové, Yannick Jadot, Eva Joly i inni).
13 listopada 2010 w Lyonie ogłoszono powołanie nowej partii o nazwie Europa Ekologia – Zieloni, doprowadzając do zjednoczenia dotychczasowej koalicji w jednolite ugrupowanie. Liderką tej formacji została przewodnicząca Zielonych Cécile Duflot. W wyborach prezydenckich we Francji przewidzianych na 22 kwietnia 2012 kandydatką EÉLV została Eva Joly. W głosowaniu z 22 kwietnia 2012 otrzymała około 830 tys. głosów (2,3%), zajmując wśród 10 kandydatów 6. miejsce i przegrywając w pierwszej turze. W drugiej turze Zieloni udzielili poparcia François Hollande’owi z Partii Socjalistycznej, po jego zwycięstwie ich przedstawiciele weszli w skład nowego rządu (Cécile Duflot jako minister równości terytorialnej i mieszkalnictwa oraz Pascal Canfin jako minister delegowany ds. rozwoju). W wyborach parlamentarnych w 2012 partia zdobyła 17 miejsc w Zgromadzeniu Narodowym XIV kadencji. W 2014 ugrupowanie nie wprowadziło swoich ministrów do gabinetu Manuela Vallsa. W tym samym roku z wynikiem 8,9% uzyskało 6 miejsc w Europarlamencie VIII kadencji.
W 2015 doszło do rozłamu w partii, opuściła ją grupa działaczy, na czele której stanął François de Rugy. Wkrótce ekolodzy utracili frakcję poselską, w 2017 do Zgromadzenia Narodowego z ramienia EÉLV weszła tylko jedna osoba. W wyborach europejskich w 2019 na czele listy wyborczej ekologów stanął Yannick Jadot. Ugrupowanie zajęło trzecie miejsce, otrzymując 13,5% głosów i 12 mandatów (a także dodatkowy 1 po zakończeniu procedury brexitu).
W 2022 przedstawiciel partii Yannick Jadot wystartował w wyborach prezydenckich, otrzymując 4,6% głosów (6. miejsce wśród 12 kandydatów). Do wyborów parlamentarnych w tym samym roku ugrupowanie wraz ze swoimi sojusznikami z sojuszu Pôle écologiste przystąpiło w ramach koalicji NUPES skupiającej formacje lewicowe, komunistyczne i ekologiczne. Koalicja ta zajęła drugie miejsce za blokiem prezydenckim, w jej ramach środowisko zielonych uzyskało ponad 20 mandatów poselskich. W 2023 partia przyjęła nową nazwę – Les Écologistes.
W wyborach do PE 2024 partyjną listę prowadziła Marie Toussaint; formacja otrzymała w nich 5,5% głosów, co przełożyło się na 5 mandatów. W rozpisanych następnie na czerwiec i lipiec 2024 wyborach parlamentarnych ekolodzy startowali w ramach kolejnej lewicowej koalicji NFP, która uzyskała w Zgromadzeniu Narodowym XVII kadencji największą reprezentację. Na początku kadencji skupiona wokół nich frakcja liczyła 38 posłów, w tym kilku byłych działaczy LFI.

## Sekretarze krajowi
- 2010–2012: Cécile Duflot
- 2012–2013: Pascal Durand
- 2013–2016: Emmanuelle Cosse
- 2016–2019: David Cormand
- 2020–2022: Julien Bayou[14][15]
- od 2022: Marine Tondelier[16]